# Stray (Computerspiel)
Stray ist ein Action-Adventure-Computerspiel von BlueTwelve Studio und Annapurna Interactive. Das Spiel erschien im Juli 2022 für Windows, PlayStation 4 und PlayStation 5. Im August 2023 erfolgte die Veröffentlichung für Xbox One sowie Xbox Series X und S.

## Gameplay
Der Spieler steuert eine streunende Katze, die sich in einer von Robotern bevölkerten Welt verliert und versucht in die alte Welt, zur Familie zurückzukehren. Gesteuert wird die Katze aus der Third-Person-Perspektive. Begleitet wird sie von einer Drohne, die dabei helfen kann, die Sprache der Roboter zu übersetzen und gefundene Gegenstände zu lagern. Fokus des Open-World-Spiels liegt auf der Erkundung der Welt, dem Lösen von Rätseln sowie dem Überleben in einer teilweise feindlichen Welt.

## Entwicklung
Die BlueTwelve-Gründer Koola und Viv begannen mit der Entwicklung von Stray (Arbeitstitel HK_Project), aus der Absicht heraus, nach ihrer vorherigen Anstellung bei Ubisoft, ein Independent-Projekt zu verwirklichen. Nachdem sie einige Aufnahmen aus dem Spiel auf Twitter geteilt hatten, meldete sich Annapurna Interactive im April 2016 als Interessent. BlueTwelve Studio wurde 2016 im Zuge der Entwicklung des Spiels in Montpellier gegründet. Bei der Ästhetik von Stray ließen sich die Entwickler vom Hongkonger Stadtteil Kowloon Walled City inspirieren.
Erstmals wurde das Spiel der Öffentlichkeit im Juni 2020 vorgestellt. Ein von Sony veröffentlichter Trailer erschien im Januar 2021. Im Juli 2021 wurde ein Trailer von Annapurna Interactive veröffentlicht. Die Markteinführung von Stray wurde von Oktober 2021 auf das Jahr 2022 verschoben. Kurz vor dem Veröffentlichungstermin war Stray der am häufigsten von Kunden auf ihrer Wunschliste platzierte Titel bei der Online-Verkaufsplattform Steam.

## Rezeption

### Pressestimmen
Stray erhielt laut Wertungsaggregator Metacritic „allgemein positive Bewertungen“, basierend auf 99 Bewertungen für PlayStation 5 und 41 Bewertungen für Windows. Chris Scullion von Video Games Chronicle sieht es als eine der besten Veröffentlichungen von Annapurna Interactive und Andrew Webster von The Verge nannte es eines der besten Spiele des Jahres. Kelsey Raynor von VG247 beschrieb es als „eine berührende Geschichte über Verlust, Einsamkeit, Umweltzerstörung“ und Sam Machkovech von Ars Technica als eine Mischung aus der „unheimlichen, atmosphärischen Erkundung“ von Half-Life (1998) und dem „kindlichen launisch eines klassischen Studio-Ghibli-Films“. Kritiker lobten die grafische Qualität und das künstlerische Design sowie die Verwendung von Beleuchtung. Alyse Stanley beschrieb Stray in der Washington Post als „eine Meisterklasse in Sachen Umgebungs- und Leveldesign“ und lobte die subtilen Anweisungen, die dem Spieler gegeben werden. Bill Lavoy von Shacknews fand, dass die Welt zu den am schönsten gestalteten gehört, lobte die Liebe zum Detail in jeder Umgebung, kritisierte jedoch den Mangel an grafischen Einstellungen. Ari Notis von Kotaku verglich die filmischen Zwischensequenzen mit Spielen von renommierten Studios wie Naughty Dog. Sam Loveridge von GamesRadar+ fand die Atmosphäre einzigartig unter den jüngsten Veröffentlichungen und beschrieb die Welt als „einen atemberaubenden Ort, an dem man einfach existieren kann“. Blake Hester von Game Informer lobte in ähnlicher Weise die Freude am Erkunden der Welt. Stephen Tailby von Push Square schrieb, dass das Spiel eine Atmosphäre der Melancholie und Hoffnung vermittele. Jordan Oloman von NME betrachtete das Worldbuilding als das stärkste Element, stellte jedoch fest, dass es nicht das Niveau an Intelligenz oder Subtilität von Nier: Automata (2017) erreiche. Rachel Kaser von VentureBeat fand, dass die von Zurk befallenen Level optisch zu den schlimmsten gehörten, und einige Rezensenten stellten kleinere Störungen fest. William Hughes von The A.V. Club empfand das Konzept der von Robotern bevölkerten unterirdischen Stadt als einen „Lego-Stapel fertiger Videospiel-Tropen“. Sisi Jang von Kotaku fand Stray ein beunruhigendes Beispiel für Techno-Orientalismus.
Stray werde durch die Effekte der Unreal Engine 4 wie Screen Space Reflections und volumetrische Beleuchtung sowie Objektphysik aufgewertet. Die Farbpalette erinnere an Adventure-Größen wie The Last Guardian oder Ico. Die PC-Fassung habe Probleme mit Rucklern, die auf Shader-Kompilierungen im Hintergrund zurückzuführen sind.

### Auszeichnungen
Stray wurde bei den 40. Golden Joystick Awards zum PlayStation-Spiel des Jahres gekürt. Es war für sechs Auszeichnungen bei den The Game Awards 2022 nominiert und erhielt zwei davon, die als „Bestes Indie-Spiel“ und „Bestes Indie-Debüt“. Bei den BAFTA Game Awards 2023 erhielt Stray 9 Nominierungen.

## Film
Im September 2023 wurde eine Verfilmung des beliebten Videospiels angekündigt; Nick Bruno soll bei dem Film Regie führen.